# Czwarty rząd Ankera Jørgensena
Czwarty rząd Ankera Jørgensena  - istniał od 26 października 1979  do  30 grudnia 1981
W skład obecnej rady ministrów wchodzi premier oraz  ministrowie.
| Funkcja                              | Imię i nazwisko                                               | Partia             |
| ------------------------------------ | ------------------------------------------------------------- | ------------------ |
| Premier                              | Anker Jørgensen                                               | Socialdemokraterne |
| Wicepremier                          | Kjeld Olesen                                                  | Socialdemokraterne |
| Minister Spraw Zagranicznych         | Kjeld Olesen                                                  | Socialdemokraterne |
| Minister Sprawiedliwości             | Henning Rasmussen (do 20 stycznia 1981) Ole Espersen          | Socialdemokraterne |
| Minister Pracy                       | Svend Auken                                                   | Socialdemokraterne |
| Minister Finansów                    | Svend Jakobsen                                                | Socialdemokraterne |
| Minister Obrony                      | Poul Søgaard                                                  | Socialdemokraterne |
| Minister ds. Stosunków z Kościołem   | Jørgen Peder Hansen (do 20 stycznia 1981) Tove Lindbo Larsen  | Socialdemokraterne |
| Minister Kultury                     | Niels Matthiasen (do 16 lutego 1980) Lise Østergaard          | Socialdemokraterne |
| Minister Środowiska                  | Ivar Nørgaard (do 28 lutego 1980) Erik Holst                  | Socialdemokraterne |
| Minister Rolnioctwa                  | Poul Dalsager (do 20 stycznia 1981) Bjørn Westh               | Socialdemokraterne |
| Minister Rybołówstwa                 | Poul Dalsager (do 20 stycznia 1981 Karl Hjortnæs              | Socialdemokraterne |
| Minister ds. Podatków                | Karl Hjortnæs (do 20 stycznia 1981) Mogens Lykketoft          | Socialdemokraterne |
| Minister Edukacji                    | Dorte Bennedsen                                               | Socialdemokraterne |
| Minister Gospodarki i Skarbu Państwa | Ivar Nørgaard                                                 | Socialdemokraterne |
| Minister ds. Socjalnych              | Ritt Bjerregaard                                              | Socialdemokraterne |
| Minister współpracy nordyckiej       | Lise Østergaard (od 28 lutego 1980)                           | Socialdemokraterne |
| Minister przemysłu                   | Erling Jensen                                                 | Socialdemokraterne |
| Minister energii                     | Poul Nielson                                                  | Socialdemokraterne |
| Minister Budownictwa                 | Erling Olsen                                                  | Socialdemokraterne |
| Minister transportu                  | Jens Risgaard Knudsen (do 15 października 1981) Knud Heinesen | Socialdemokraterne |
| Minister ds. Grenlandii              | Jørgen Peder Hansen (do 20 stycznia 1981 Tove Lindbo Larsen   | Socialdemokraterne |
| Minister spraw wewnętrznych          | Henning Rasmussen                                             | Socialdemokraterne |
| Minister bez teki                    | Lise Østergaard (do 28 lutego 1980)                           | Socialdemokraterne |